# Léo Malet
Léo Malet (* 7. März 1909 in Montpellier, Département Hérault; † 3. März 1996 in Châtillon-sous-Bagneux, Département Hauts-de-Seine) war ein französischer Schriftsteller und Dichter. Er schrieb eine Reihe von Kriminalromanen um den Pariser Privatdetektiv Nestor Burma.

## Leben
Malet machte eine Lehre zum Bankangestellten und ging 1925 als Waise nach Paris. Dort stand er unter der Obhut des Redakteurs André Colomer, der ihm die Familie ersetzte und auch in seinem weiteren Leben eine wichtige Rolle spielte. Auch André Breton unterstützte Malet. In Paris war er Clochard und schlug sich unter dem Einfluss der Surrealisten als Chansonnier im Kabarett „Vache Enragée“ durch. Danach begann er mit dem Schreiben und arbeitete als Büroangestellter, Filmstatist, Journalist, Herausgeber einer Modezeitschrift und Ghostwriter eines analphabetischen Erpressers. 1940 heiratete er Paulette Doucet, die seit 1928 seine Gefährtin gewesen war; Trauzeugen waren Jacques Prévert und Óscar Domínguez. Von 1940 bis 1941 war er Kriegsgefangener im Stalag X-B bei Sandbostel.
Als Poet trat er von 1930 an in der Groupe Surréaliste in Erscheinung. In den 1940er Jahren begann Malet Krimis zu schreiben, einen Teil unter dem Pseudonym „Frank Harding“. Neben seinem eigenen Namen schrieb er aber auch unter Léo Latimer, Lionel Doucet, Jean de Selneuves, Noël Letam, Omer Refreger und Louis Refreger. John-Silver Lee benutzte er als Nom de plume zusammen mit seinen Freunden Serge Arcouët und Thomas Narcejac.
1943 erschien sein Roman 120, Rue de la Gare, der Beginn einer Reihe um den Pariser Privatdetektiv Nestor Burma, an der er die nächsten 30 Jahre schrieb. Bekannt wurde Nestor Burma durch 15 Kriminalromane, die den Zyklus Die neuen Geheimnisse von Paris bilden. Dies ist eine Anspielung auf den bekannten Roman Die Geheimnisse von Paris von Eugène Sue. Jeder dieser Romane spielt in einem anderen Pariser Arrondissement.
Vier Tage vor seinem 87. Geburtstag starb Léo Malet am 3. März 1996 in Châtillon und fand dort auch seine letzte Ruhestätte.

## Auszeichnungen
- 1948: Grand prix de littérature policière für Das fünfte Verfahren
- 1958: Großer Preis des „Schwarzen Humors“
- 1984: Grand Prix du Club des Détectives

## Werke (Auswahl)
Les nouveaux mystères de Paris
1. Arrondissement: Bilder bluten nicht („Le Soleil naît derrière le Louvre“). Elster Verlag, Bühl-Moos 1988, ISBN 3-89151-011-X.
2. Arrondissement: Stoff für viele Leichen („Des kilomètres de Linceuls“). Elster Verlag, Bühl-Moos 1985, ISBN 3-89151-016-0.
3. Arrondissement: Marais Fieber („Fièvre au Marais“). Elster Verlag, Bühl-Moos 1985, ISBN 3-89151-017-9.
4. Arrondissement: Spur ins Ghetto („Du Rébecca rue des Rosiers“). Elster Verlag, Bühl-Moos 1986, ISBN 3-89151-026-8.
5. Arrondissement: Bambule am Boul mich („Micmac moche au Boul’ Mich'“). Elster Verlag, Bühl-Moos 1986, ISBN 3-89151-027-6.
6. Arrondissement:  Die Nächte von St. Germain („La Nuit de Saint-Germain-des-Prés“). Elster Verlag, Bühl-Moos 1986, ISBN 3-89151-035-7.
7. Arrondissement: –
8. Arrondissement: Corrida auf den Champs-Elysees („Corrida aux Champs-Elysees“). Elster Verlag, Bühl-Moos 1986, ISBN 3-89151-036-5.
9. Arrondissement: Stress um Strapse („Boulevard ... ossements“). Elster Verlag, Bühl-Moos 1987, ISBN 3-89151-040-3.
10. Arrondissement: Wie steht mir Tod? („M’as-tu vu en cadavre?“). Elster Verlag, Bühl-Moos 1985, ISBN 3-89151-012-8.
11. Arrondissement: –
12. Arrondissement:  Kein Ticket für den Tod („Casse-pipe à la Nation“). Elster Verlag, Bühl-Moos 1987, ISBN 3-89151-041-1.
13. Arrondissement: Die Brücke im Nebel („Brouillard au pont de Tolbiac“). Elster Verlag, Bühl-Moos 1987, ISBN 3-89151-050-0.
14. Arrondissement: Die Ratten im Mäuseberg („Les Rats de Montsouris“). Elster Verlag, Bühl-Moos 1987, ISBN 3-89151-051-9.
15. Arrondissement: Ein Clochard mit schlechten Karten („Les Eaux troubles de Javel“). Elster Verlag, Bühl-Moos 1988, ISBN 3-89151-059-4.
16. Arrondissement: Das stille Gold der alten Dame („Pas de bavards à la Muette“). Elster Verlag, Bühl-Moos 1988, ISBN 3-89151-060-8.
17. Arrondissement: Wer einmal auf dem Friedhof liegt... („L’envahissant cadavre de la plaine Monceau“). Elster Verlag, Bühl-Moos 1988, ISBN 3-89151-060-8.
18. Arrondissement: –

Ermittlungen des Nestor Burma
- Hundertzwanzig, rue de la Gare („120, rue de la Gare“). Elster Verlag, Bühl-Moos 1989, ISBN 3-89151-070-5.
- Nestor Burma in der Klemme („Nestor Burma contre C.Q.F.D.“). Elster Verlag, Bühl-Moos 1989, ISBN 3-89151-075-6.
- Blüten, Koks und blaues Blut („L’Homme au sang bleu“). Elster Verlag, Bühl-Moos 1990, ISBN 3-89151-092-6.
- Tödliche Pralinen („Nestor Burma et le Monstre“). Elster Verlag, Bühl-Moos 1990, ISBN 3-89151-097-7.
- Das fünfte Verfahren („Le Cinquième Procédé“). Elster Verlag, Bühl-Moos 1991, ISBN 3-89151-109-4.
- Applaus für eine Leiche („Gros plan du Macchabée“). Elster Verlag, Bühl-Moos 1991, ISBN 3-89151-123-X.
- Ein Toter hat kein Konto („Le Paletots sans manches“). Elster Verlag, Bühl-Moos 1992, ISBN 3-89151-134-5.
- Bei Rotlicht Mord („Nestor Burma en direct“). Elster Verlag, Bühl-Moos 1993, ISBN 3-89151-158-2.
- Wenn Tote schwarze Füße tragen („Nestor Burma revient au bercail“). Elster Verlag, Bühl-Moos 1993, ISBN 3-89151-169-8.
- Im Schatten von Montmartre („Drôle d’épreuve pour Nestor Burma“). Elster Verlag, Bühl-Moos 1992, ISBN 3-89151-145-0.
- Der parfümierte Todeshauch („Un croque-mort nommé Nestor“). Elster Verlag, Bühl-Moos 1994, ISBN 3-89151-210-4.
- Tote reden kurze Sätze („Nestor Burma dans l’île“). Elster Verlag, Bühl-Moos 1994, ISBN 3-89151-213-9.
- Blutbad in Boulogne („Nestor Burma court la poupée“). Elster Verlag, Bühl-Moos 1995, ISBN 3-89151-217-1.
- Coliques de Plomb. 1948.
- La Neiges de Montmartre.
- La Femme sans enfant.
- Le Deuil en rouge.
- Une aventure unédite de Nestor Burma.
- Poste restante.
- Solution au cimetière et autres enquêtes de Nestor Burma. U.G.E., Paris 1992, ISBN 2-264-01333-8.

Nestor Burma Sammelband
- Paris des Verbrechens. Nestor Burmas klassische Fälle. Zweitausendeins Verlag, Paris 2008, ISBN 978-3-86150-890-8 (Inhalt: aus dem 1.–3., 6., 10. und 12.–16. Arrondissement).

Schwarze Trilogie
1. Das Leben ist zum Kotzen („La Vie est dégueulasse“). Edition Nautilus, Hamburg 2009, ISBN 978-3-89401-391-2.
2. Die Sonne scheint nicht für uns („Le Soleil n’est pas pour nous“). Edition Nautilus, Hamburg 2010, ISBN 978-3-89401-725-5.
3. Angst im Bauch („Sueur aux tripes“). 2. Aufl. Edition Nautilus, Hamburg 2009, ISBN 978-3-89401-373-8.

Diverses
- Im Schatten der großen Mauer. Kriminalroman („L’Ombre du grand mur“). Edition Nautilus, Hamburg 1994, ISBN 3-89401-227-7.
- Der letzte Zug von Austerlitz („Le dernier train d’Austerlitz“). Edition Nautilus, Hamburg 1995, ISBN 3-89401-240-4.

## Verfilmungen
- 1959 – Der Schatten von Paris (Enigme aux Folies-Bergères) – Regie: Jean Mitry
- 1982 – Die Spürnase (Nestor Burmas, détective de choc) – Regie: Jean-Luc Miesch
- 1991 – Nestor Burmas Abenteuer in Paris: Schweigen ist Gold (Pas de bavards à la muette) – Regie: Henri Helman
- 1992 – Nestor Burmas Abenteuer in Paris: Einmal ist keinmal (Le soleil naît derrière le louvre) – Regie: Joyce Buñuel

## Hörspiele
- Das Leben ist zum Kotzen (SWR 2002, Regie: Leonhard Koppelmann)
- Die Sonne scheint nicht für uns (SWR 2002, Regie: Leonhard Koppelmann)
- Angst im Bauch (SWR 2002, Regie: Leonhard Koppelmann)

## Comicadaptationen
- Brouillard au pont de Tolbiac (Casterman, 1982); dt. Die Brücke im Nebel (Carlsen, 1984), illustriert von Jacques Tardi
- 120, rue de la Gare (Casterman, 1988); dt. 120, rue de la gare (Ed. Moderne, 1988), illustriert von Jacques Tardi
- Une gueule de bois en plomb (Casterman, 1990); dt. Blei in den Knochen (Ed. Moderne, 1989), illustriert von Jacques Tardi (keine Romanadaption, sondern „der Welt von Léo Malet nachempfunden“)
- Casse-pipe à la Nation (Casterman, 1996); dt. Kein Ticket für den Tod (Ed. Moderne, 1997), illustriert von Jacques Tardi
- M'as-tu vu en cadavre? (Casterman, 2000); dt. Wie steht mir Tod? (Ed. Moderne, 2000), illustriert von Jacques Tardi
- La nuit de Saint-Germain-des-Prés (Casterman, 2010); dt. Die lange Nacht von Saint Germain des Prés (Schreiber & Leser, 2010), illustriert von Emmanuel Moynot, ISBN 978-3-941239-39-5
- Le Soleil naît derrière le Louvre (Casterman, 2010); dt. Bilder bluten nicht (Schreiber & Leser, 2010), illustriert von Emmanuel Moynot, ISBN 978-3-941239-54-8
- L'envahissant cadavre de la plaine Monceau (Casterman, 2009); dt. Wer einmal auf dem Friedhof liegt… (Schreiber & Leser, 2012), illustriert von Emmanuel Moynot, ISBN 978-3-941239-80-7
- Boulevard... ossements (Casterman, 2013); dt. Stress um Strapse (Schreiber & Leser, 2014), illustriert von Nicolas Barral, ISBN 978-3-943808-36-0